# Edera Cordiale

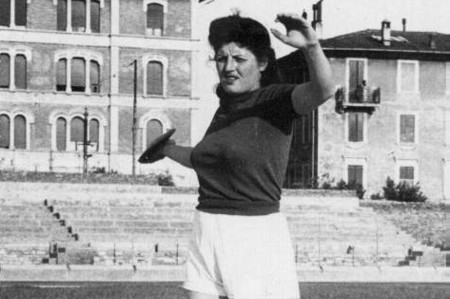
Edera Cordiale in den 1940er Jahren

Edera Cordiale, geborene Edera Gentile (* 30. Januar 1920 in Turin; † 4. April 1993 in Tortorici), war eine italienische Diskuswerferin.
1948 gewann sie bei den Olympischen Spielen in London die Im Jahr Silbermedaille mit 41,17 m (Gold und Bronze ging an die Französinnen Micheline Ostermeyer mit 41,92 m und Jacqueline Mazéas mit 40,47 m). Nach ihrer Heirat folgte die Bronzemedaille bei den Leichtathletik-Europameisterschaften 1950 in Brüssel. Bei den Olympischen Spielen 1952 in Helsinki kam sie auf den 14. Platz.